# The Polyphonic Spree
The Polyphonic Spree (también conocidos simplemente como Polyphonic Spree) es una banda de rock/pop, formado en el 2000 en Dallas, Texas. liderado por el músico Tim DeLaughter, contando con más de nueve miembros en su agrupación, es considerado uno de los grupos más intuitivos y originales pese a su música y éxito del grupo, también contando con más de 10 coristas en el grupo, aunque debido en el cambio del grupo, se ha reducido drásticamente a 6 miembros en su alineación actual.
El grupo utiliza diversos instrumentos musicales cono el piano, guitarra, flauta, trompeta, fliscorno, trompa, violín, viola, chelo, percusión, bajo, coros en grupo, teclados, EWI, entre otros.
En el grupo han tocado músicos de culto y conocidos como la cantante St. Vincent.

## Integrantes

### Formación actual
- Tim DeLaughter - vocalista, guitarra, piano
- Mark Pirro - bajo
- Jennie Kelley - corista
- Jessica Jordan - corista
- Jenny Kirtland - corista
- Kristin Hardin - corista
- Elizabeth Evans - corista
- Natalie Young - corista
- Jason Garner - batería
- Bach Norwood - piano, vocal de apoyo
- Rachel Woolf - flauta
- Matt Bricker - trompeta, efectos de sonido
- Mike St.Clair - trombón, efectos de sonido
- Heather Test - trompa
- Sean Redman - violín, mandolina
- Buffi Jacobs -  chelo, vocal de apoyo
- Kelly Test - percusión
- Victoria Arellano - arpa clásica
- Nick Earl - guitarra

### Exintegrantes
- Julie Doyle - vocal de apoyo, trompa (? - ?)
- Cory Helms - vocal de apoyo, guitarra (2008- ?)
- Jay Jennings - trompeta (? - ?)
- Tamara Brown - violín (? - ?)
- Elizabeth Brown - trompa (? - ?)
- Apotsala Wilson - trompa, vocal de apoyo (2004-2012)
- Rick Nelson - viola, violín, chelo, contrabajo (? - ?)
- Audrey Easley - flauta, EWI, flautín (? - ?)
- Nick Groesch - piano (? - ?)
- Keith Hendricks - percusión (? - ?)
- Evan Hisey - órgano, sintetizador (2000- ?)
- Dylan Silvers - guitarra (? - ?)
- Regina Chellew - trompa (? - ?)
- Annie Clark - guitarra (2003-2006)
- Daniel Hart - violín (? - ?)
- John LaMonica - percusión (2003-2004)
- Marcus López - triángulo (? - ?)
- Taylor Young - percusión (? - ?)
- Joe Butcher - pedal steel guitar, trompeta, teclados (2003 - ?)
- Evan Jacobs - piano (2004-2006)
- Todd Berridge - viola, chelo (2000-2002)
- Joseph Singleton - viola (? - ?)
- Anthony Richards - tambores metálicos (? - ?)
- Louis Schwadron - trompa (2003-2005)
- Andrew Tinker - trompa (2000-2003)
- Nick Wlodarczyk - trombón (? - ?)
- Paul Gaughran - flauta (? - ?)
- Brian Teasley - percusión (? - ?)
- Corn Mo - vocal de apoyo (? - ?)
- James Reimer - trombón (2001-2005)
- Ryan Fitzgerald - guitarra (? - ?)
- Toby Hallbrooks - theremín (? - ?)
- Jason Rees - vocal de apoyo (? - ?)
- Merritt Lota - tambores metálicos (? - ?)
- Frank Benjaminsen - vocal de apoyo (? - ?)
- Stephanie Dolph - vocal de apoyo (? - ?)
- Jennifer Jobe - vocal de apoyo (? - ?)
- Kelly Repka - vocal de apoyo (? - ?)
- Jason Rees - vocal de apoyo (? - ?)
- Jeneffa Soldatic - vocal de apoyo (? - ?)
- Michael Turner - vocal de apoyo - (2001-2005)
- Michael Musick - vocal de apoyo - (2004-2006)
- Melissa Crutchfield - vocal de apoyo - (? - ?)
- Sandra Powers Giasson - vocal de apoyo - (? - ?)
- Daniel Huffman - guitarra (? - ?)
- Bryan Wakeland - batería (? - ?)
- Josh David Jordan - vocal de apoyo (? - ?)
- Roy Thomas Ivy - vocal de apoyo (2000- ?)
- Jamey Welch - vocal de apoyo (? - ?)
- Christine Bolon - vocal de apoyo (? - ?)
- Dave Dusters - pandereta (? - ?)
- Bach Norwood - teclados (? - ?)
- Logan Keese - trompeta (2002-2005)
- Ricky Rasura - arpa clásica (? - ?)

## Discografía

### Álbumes de estudio
- 2002: "The Beginning Stages of..."
- 2004: "Together We're Heavy"
- 2007: "The Fragile Army"
- 2013: "Yes, It's True"
- 2014: "Psychphonic"

### EP
- 2002: "Soldier Girl EP"
- 2003: "Light & Day EP"
- 2006: "Wait EP"

### Compilaciones
- 2003: "Wig in a Box"
- 2004: "Live From Austin, TX: The Polyphonic Spree "
- 2006: "Coachella"
- 2006: "Follow My Voice: With the Music of Hedwig"
- 2008: "Nightmare Revisited"
- 2007: "SXSW Live 2007"
- 2013: "You + Me - Live in NYC"

### Sencillos
- "Soldier Girl"
- "Light and Day 1 & 2"
- "Hanging Around 1 & 2"
- "Hold Me Now"
- "The March" (con Grandaddy)
- "Two Thousand Places"
- "Running Away"
- "Bullseye"
- "What Would You Do?"